# Opsada Knina 1522.
Opsada Knina bila je opsada Kninske tvrđave godine 1522., nakon razaranja i masovnog iseljavanja grada Knina i Kninske okolice. Predstavlja posljednji udes Knina koji je tijekom srednjeg vijeka u određenim razdobljima bio glavni grad Hrvatskog Kraljevstva.

## Opsada
Mahmud-beg iz Hercegovačkog sandžaka zaobišao je Knin i sa svojom vojskom krenuo prema Lici, s ciljem da odsječe Knin sa sjevera i spriječi dolazak pojačanja. Mahmud-begova vojska utaborila se u blizini rijeke Cetine, a ubrzo se vojska koju je predvodio Gazi Husrev-beg, sandžak-beg Bosanskog sandžaka, vratila iz provale u Kranjsku prema Hrvatskoj. Gazi Husrev-beg osvojio je manje utvrde u blizini Knina i potpuno ga okružio, udruživši svoje snage s Mahmud-begom. Njihova združena vojska imala je oko 25.000 ljudi i veliki broj topova. Započeli su s danonoćnim bombardiranjem kninske tvrđave početkom svibnja. Zapovjednik kninske obrane bio je hrvatski plemić Mihovil Vojković iz Klokoča, koji je na raspolaganju imao mali garnizon branitelja.
Saznavši za opsadu, hrvatski ban Ivan Karlović započeo je okupljati vojsku za pomoć opkoljenom Kninu. Zatražio je pomoć i iz nadvojvodine Austrije. Dok je Karlović pripremao vojsku, Osmanlije su nastavili s opsadom i pokrenuli tri velika napada na Knin. Mihovil Vojković predao je tvrđavu 29. svibnja, nakon pregovora s Gazi Husrev-begom u kojima je dobio dopuštenje da sa svojim trupama i građanima mirno napusti Knin.